# 李奐浩
李奐浩（韓語：리영호，1963年—），又名李英浩，朝鮮人民藝術家，他在歷史電影《神笛少俠洪吉童》中以機敏大膽的演技大受歡迎，並以他英俊的外貌受到年轻女性的喜爱。
申相玉在被朝鮮强行绑架期間拍攝了《平壤怪獸》，提高了朝鮮電影的水準。2003年，他在接受《朝鮮日報》採訪時說：「李英浩外貌英俊，演技也好，所以他们稱讚他是 "朝鲜的臉讚"（網路用語，指長得好看）。」
李英浩在歷史電影《洪吉童》中演了很多戏，但在藝術電影《樹幹生根》和《我遙遠的早晨》中也有精彩表演，這兩部電影是根據真實故事改編的。
李英浩是被政府認可的人民演員，并在平壤出版社出版的《灯塔》摄影集中作為"令人難忘的演員--洪吉童和李英浩"接受採訪。目前他在平壤話劇電影大學擔任戲劇老師。

## 生平
李英浩1963年出生於日本，四歲隨父親定居平壤。 曾在三十餘部電影中擔任主演，為朝鮮功勳演員。 主演代表作有《神笛少俠洪吉童》、《河姑娘和陳將軍》、《血濺略牌》等。
他在1986年主演上映的《神笛少俠洪吉童》在80年代末風靡中國大陸，是一部古裝動作佳作，這也是朝鮮拍攝的第一部武打片。就連與北朝鮮沒有邦交的日本也購進了《神笛少俠洪吉童》並發行錄像帶，發行方是日本松竹株式會社。
目前李英浩已漸漸退出影壇，近年來還曾在2013年朝英合拍電影《飛吧 金同志》中飾演建築工地經理這一角色。

## 演出作品
- 《梅花黯然凋落》（1970）
- 《新星》（1980）
- 《神笛少俠洪吉童》（1986）
- 《高貴的名聲》（1987）
- 《大紅湍責任秘書》（1987）
- 《五點，五點》（1990）
- 《河姑娘與陳將軍》（1991）
- 《兩棵白楊樹》（1992）
- 《擔架小隊長》（1996）
- 《靈魂的抗議》（2001）
- 《血濺略牌》（2004）
- 《我看到的國家2》（2009）
- 《我看到的國家3》（2009）
- 《兄弟之情》（2010）
- 《我看到的國家4》（2010）
- 《我看到的國家5》（2010）
- 《飛吧 金同志》（2013）

## 音樂錄影帶
- 《祝福你》

## 外部連結
https://ko.m.wikipedia.org/wiki/%EB%A6%AC%EC%98%81%ED%98%B8_(%EB%B0%B0%EC%9A%B0)